# Gün Bilig
Günbileg jonon mongol : ᠬᠦᠨᠪᠢᠯᠢᠭ
ᠵᠢᠨᠤᠩ, VPMC : qunbilig jinung, cyrillique : Гүнбилэг жонон, MNS : Gunbileg jonon ou Gün Bilig, est un jinong (prêtre du mausolée de Gengis Khan, parmi les Ordos). Ils sont, avec Altan Khan et Nariin Taij (mn) et Dayan Khan les enfants de Bars Bolud.
Noyendari (ᠨᠣᠶᠠᠨᠳᠠᠷᠢ ᠵᠢᠨᠤᠩou Noyendari Jonon) lui succède au titre de jinong.